# Fecchio
Fecchio (IPA: [fɛkkio]; Fecc [fɛttʃ] in dialetto brianzolo) è una frazione di 1.800 abitanti del comune italiano di Cantù, situata a circa 2 km a nord-est del capoluogo.

## Geografia fisica

### Territorio
Attraversata dalla strada provinciale SP 38 che collega Cantù ad Alzate Brianza, la frazione di Fecchio è immersa nella campagna e nei boschi del parco delle Groane e del parco della Brughiera Briantea caratteristici della Brianza.
Il territorio è tipicamente collinare. Ha un'altitudine di 357 m s.l.m. a livello della piazza e raggiunge anche i 445 m s.l.m. nel suo punto più alto.
Essendo Fecchio prevalentemente collinare, si sfruttò nel passato la tecnica dei terrazzamenti, così da poter coltivare anche le zone più ripide. Si possono ancora osservare la loro presenza in alcuni luoghi come a "Santa Naga".
La frazione viene attraversata dal torrente comasco Serenza che sfocia nel fiume Seveso.
A seguito della crescita demografica avvenuta nell'ultimo secolo, Fecchio ha avuto un rilevante sviluppo edilizio tanto da diventare una vera frazione di residenza. Ciononostante esistono ancora moltissime zone verdi: campagna, giardini, prati coltivati e vaste aree boschive (composte in prevalenza da pini, roveri, castagni, faggi e olmi).
Classificazione sismica: zona 4 (sismicità molto bassa)

### Clima
Secondo la Classificazione dei climi di Köppen, Fecchio – così come molte altre città di questa zona lombarda – risulta essere classificata con il codice Cfa, ovvero ha un clima tipicamente temperato delle medie latitudini, umido e con estate molto calda (cioè il mese più caldo è superiore a 22 °C) .
Nella sola frazione di Fecchio sono presenti due stazioni meteorologiche, poste una in un giardino della zona urbana e l'altra in un campo aperto extra-urbano.
Essendo un'area collinare meno densamente popolata rispetto al centro comunale di Cantù, in certi periodi si possono registrare anche fino a cinque gradi in meno nello stesso momento.
Classificazione climatica: zona E, 2595 GG

## Storia

### Fecchio nell'Epoca romana
Le prime fonti sulla storia di Fecchio risalgono all'epoca romana, nel I secolo d.C.. Infatti, nel Cinquecento, Andrea Alciato scoprì nella chiesa di San Giuliano una lapide di marmo con un'iscrizione romana dedicata a Plinio il Giovane (che verosimilmente aveva qui una vasta proprietà agricola che si estendeva fino al fiume Lambro). Questa scultura costituisce sicuramente la base di un monumento che era a lui dedicato. Queste sono le parole che il marmo riporta (quelle in minuscolo sono le parti mancanti) e la loro traduzione:
CVRatori ALVei TIBeris ET RIParum ET CLOACarum VRBis
PRAEFecto AERari SATurni PRAEFecto AERari MILItaris Quaestori
IMPeratoris SEVIRo EQuitum ROManorum TRIBuno MILitum LEGionis III GALLicae
X VIRO STiLitibus IVDicandis FLamini DIVI Titi AVGusti VERCELLIENSES PATRONO.»
(Epigrafe)

### Fecchio dal Trecento al Seicento
Tra la seconda metà del XIV secolo e la prima del XV secolo i Visconti possedevano a Fecchio un palazzo usato come casino di caccia, chiamato allora "Casa dei boschi di Fecchio", data la fiorente vegetazione nel territorio. Difatti il Duca di Milano, Gian Galeazzo Visconti, che aveva un castello a Carimate, era solito cacciare in queste zone.
Con il declino dei Visconti, l'edificio passò agli Sforza. Infine, all'inizio del XVII secolo, divenne proprietà della famiglia Orombelli.
Nell'anno 1570, in occasione della sua visita alla pieve canturina, Carlo Borromeo pernottò nell'oratorio di San Carlo che si trova nella "Casa Orombelli". Nello stesso oratorio è tuttora presente un suo ritratto con la seguente scritta:
(Legenda)

### Fecchio dal Settecento ai giorni d'oggi
La lenta crescita demografica di questa frazione iniziò nel Settecento. Dalla seconda metà del XIX secolo la frazione ebbe un notevole sviluppo edilizio e demografico tanto da essere quasi inglobata nel centro cittadino.
Con la prima guerra mondiale ci fu la fine dell'espansione edilizia rurale, che coincise con il termine del massimo sviluppo agricolo e con l'inizio dell'edilizia residenziale moderna.

## Monumenti e luoghi d'interesse

### Chiesa

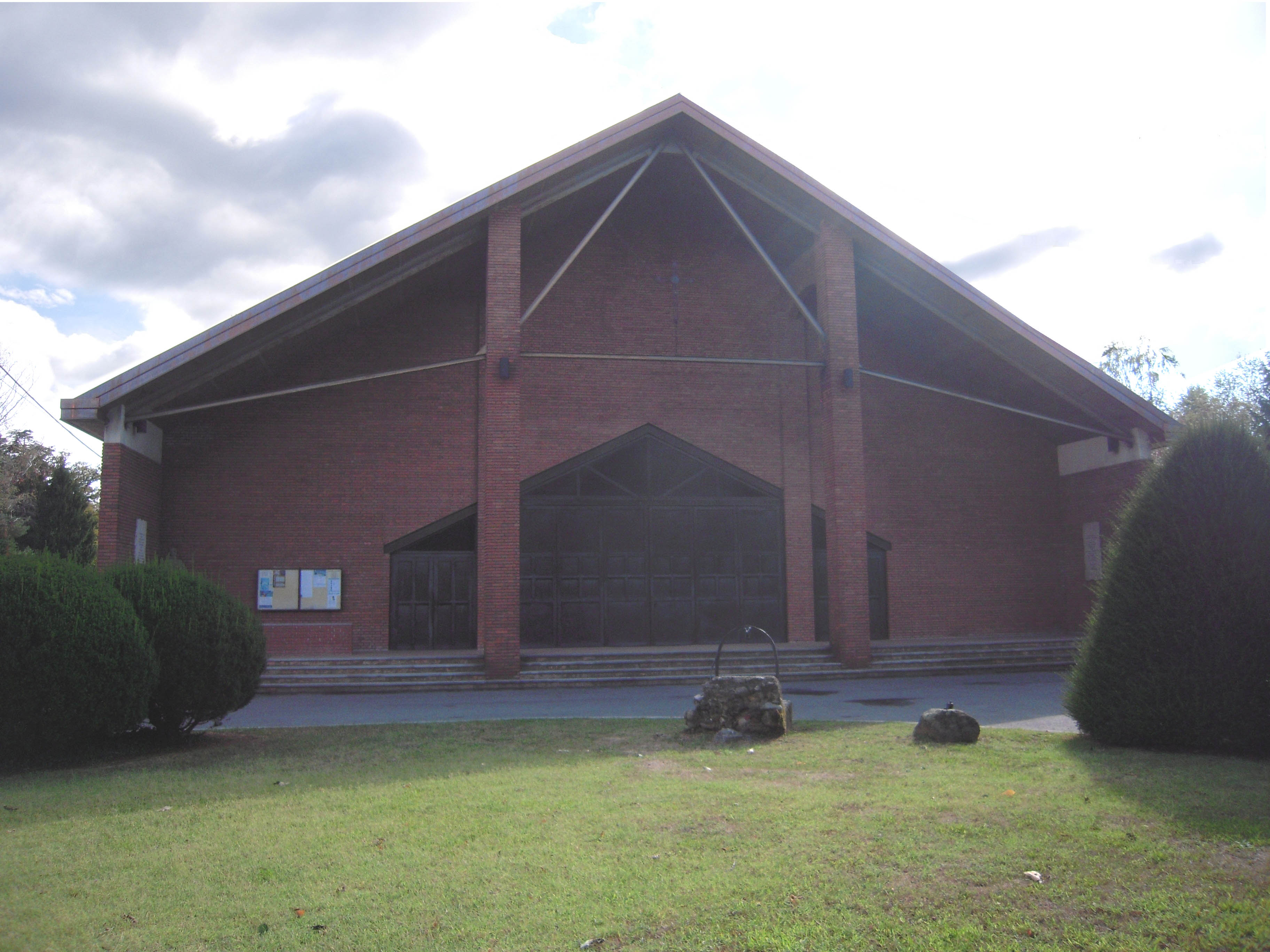
Chiesa San Carlo di Fecchio

L'unica chiesa presente a Fecchio è la parrocchiale di San Carlo Borromeo, realizzata secondo in progetto curato dall'architetto Gigi Radice e dall'ingegnere Gino Colombo (progettisti anche della chiesa di San Giuseppe in Como).
La prima pietra è stata posta e benedetta dal monsignor Giulio Orombelli il 4 novembre 1963 e la successiva consacrazione avvenne la domenica del 30 aprile 1967 da parte del cardinal Giovanni Colombo. Da quel giorno vennero anche esposte nella chiesa alcune lapidi per ricordare Giulio Orombelli che aveva donato i terreni su cui costruire l'edificio religioso, monsignore Giuseppe Bratti che aveva sostenuto la creazione della parrocchia e tutti i cittadini che in qualche modo avevano contribuito alla costruzione.
Il 2 febbraio 1980 don Lino Spinelli divenne il primo parroco, susseguito poi da don Gianni Mariani.
Successivamente la chiesa di San Carlo è entrata a far parte della Comunità pastorale San Vincenzo di Cantù insieme alle altre tre chiese del comune: San Paolo, San Teodoro, Santi Michele e Biagio, e alla chiesa San Leonardo di Intimiano.

### Oratorio
L'oratorio è posto accanto alla chiesa e comprende campi di calcio, di pallavolo e di basket oltre ad una moderna tensostruttura, oltre ad un busto dedicato al suo gestore.
Al suo interno è presente una piccola cappellina e la "sala Frassati", luogo dove è contenuto un ritratto del beato Pier Giorgio Frassati ripreso dall'artista A. Falchetti.

### Cascine

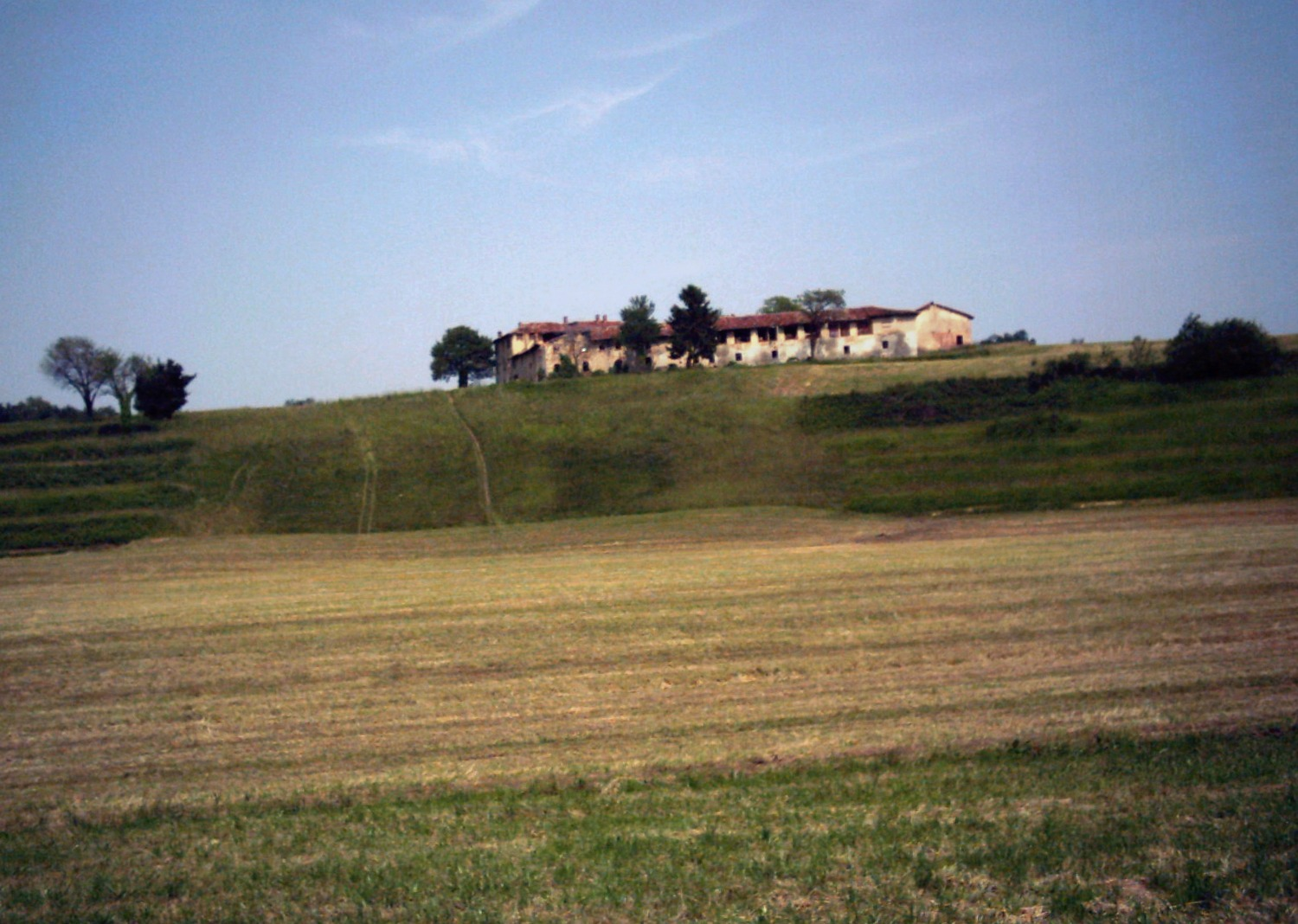
Cascina Santa Naga

Nella frazione di Fecchio si possono incontrare anche varie cascine rurali sparse sul territorio, tra i boschi e le campagne. Queste dimore sono insediamenti campestri che mettono bene in mostra tutte le caratteristiche tipiche dell'edilizia rurale dei secoli scorsi.
- Cascina Santa Naga. Realizzata nel Settecento, storicamente colpita da una epidemia di tifo attorno al 1872, ospitava al suo interno una sessantina di abitanti; oggi è abbandonata e con parti crollate. In un boschetto a poco distanza, in un luogo chiamato "Prea Picada", è stata posta una croce a ricordo di quella terribile epidemia.[10]
- Cascina Cristina. Costruita attorno al 1850, era di proprietà della chiesa di San Carlo ed è situata sul lato opposto della strada rispetto alla chiesa stessa. Oggi ospita un polo territoriale e multifunzionale per la presa in carico della persona adulta con disturbi dello spettro autistico.
- Cascina Giuditta. Edificata nella seconda metà dell'Ottocento secondo lo stile della dimora a corpi separati, cioè con la residenza ben distinta dalle stalle, è stata rispettosa delle norme sulle condizioni igieniche di quei tempi.
- Cascina Bissetti. Costruita sul finire dell'Ottocento, anch'essa è una dimora a corpi separati.
- Cascina San Giuliano. Ebbe origine da un piccolo monastero dell'ordine degli Umiliati,[11] movimento spirituale poi soppresso dallo stesso Carlo Borromeo a causa dell'enorme ricchezza che l'ordine ostentava. Contiene sulle sue pareti tre affreschi dedicati alla Madonna di Caravaggio, a San Giuliano Vescovo e Martire (1881) e a Santo Giobbe di Bigat (1906).[12]
- Cascine Pessedo, due distinti corpi edilizi rurali.
- Cascina San Carlo e Cascina Lucia.
- Cascina San Marco. Chiamata anche "Cascina nuova" per la sua età di costruzione, è stata l'ultima tra tutte queste cascine ad essere stata edificata nel XX secolo.

### Piazza

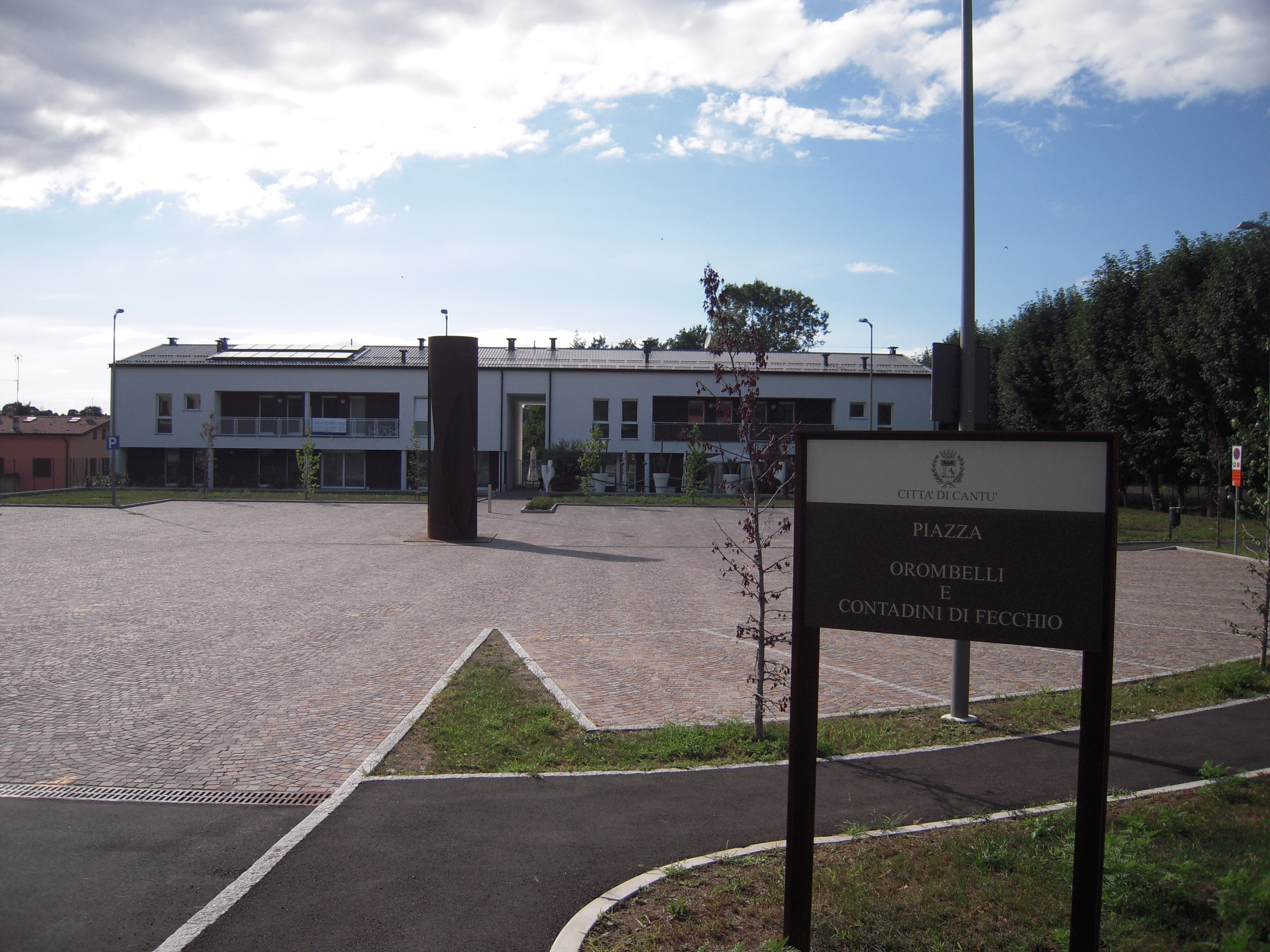
Piazza Orombelli e contadini di Fecchio

In questa frazione è stata costruita nel 2012 anche una nuova piazza con al centro una scultura, Meridiana D 2000, realizzata dallo scultore novedratese Rodolfo Colombo e donata alla città.
La domenica mattina del 18 marzo 2012 la piazza è stata inaugurata dal sindaco. La piazza è stata intitolata: "Piazza Orombelli e Contadini di Fecchio".
Dal settembre 2012 è previsto ogni venerdì un mercatino.

### Sport e attività agonistica

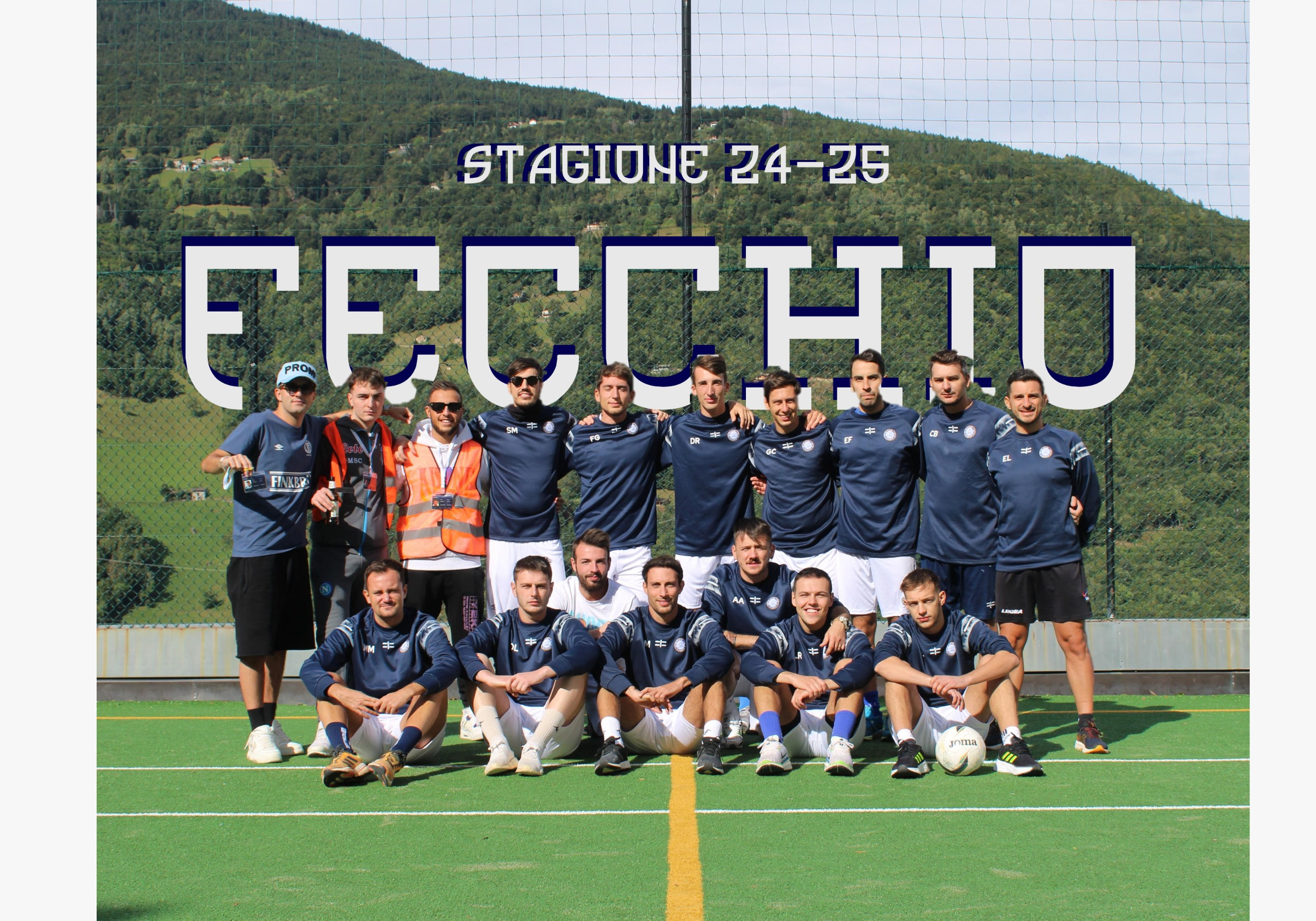
Foto rappresentativa della prima squadra di calcio della Frazione. Stagione 2024/25

In questa frazione inizialmente era presente una sola società dilettantistica con sede sportiva nell'oratorio della comunità San Carlo. La società vanta circa 40 anni di storio. Presenta colori sociali bianco e blu.
L'08 maggio 2025 viene fondato invece il FECCHIO CALCIO, che diventerà la prima squadra della frazione a portare con orgoglio il nome del paese come nome sociale. La squadra è stata fondata da 9 soci, riunitesi in una famosa locanda della storica società canturina.
Il primo statuto firmato rispecchiava i valori fondanti del club, inclusione, apertura, trasparenza e condivisione.
I colori sociale scelti per rappresentare il club erano: oltre a quelli storici bianco e blu, il verde che rappresenta e valorizza le campagne e i boschi tipici della frazione.
Calcisticamente parlando nella frazioni sono presenti due squadre di calcio. La squadra parrocchiale milita nell'ultima serie del campionato CSI di como del calcio a 11.
Mentre la nuova società accoglie una squadra che partecipa al campionato di calcio a 7, serie c della federazione CSI.
La squadra vanta nella sua storia numerosi gruppi di tifosi organizzati affiliati. Storicamente era presente il gruppo "Rungia". Agli inizi del 2010 nasce il gruppo "Commandos" sostituito nel 2013 dal più famoso "Elité Fecchiese" sciolto definitivamente nel 2019 a seguito di un daspo ricevuto dalla società oratoriale, dopo avere fatto pubblicare sul giornale locare articoli diffamatori nei confronti degli ultras minorenni. 
Nel 2024 ha preso vita il gruppo " Teste Bianco e Blu".

### Piscine
Il cantautore canturino Andrea Parodi ha intitolato il suo primo album Le piscine di Fecchio (2002).

## Cultura

### Scuole
A Fecchio sono presenti due scuole.
- "Scuola primaria di Fecchio"
- "Scuola paritaria dell'infanzia San Carlo"

## Economia
Negli scorsi secoli l'intera economia di Fecchio era di tipo agricolo. Vengono coltivati prevalentemente granoturco e frumento.
Accanto alla tradizionale agricoltura (talvolta poco redditizia per i contadini a causa delle impreviste carestie), dall'Ottocento ci fu una nuova fonte alternativa di reddito, la bachicoltura. Vennero piantate varie piante di gelso, con le foglie delle quali si potevano allevare i bachi da seta. Questi ultimi producevano bozzoli di seta con i quali si potevano ottenere dei tessuti e i famosi pizzi canturini (attività praticata da quasi tutte le donne di ogni età).
Con l'avvento della rivoluzione industriale e il conseguente passaggio da una tipologia quasi totalmente agricola ad una parzialmente agricola e parzialmente industriale, nell'ultimo secolo sono iniziate a formarsi delle piccole attività industriali ed artigianali (in particolar modo quelle legate al legno e alla sua lavorazione).
Inoltre, in questi ultimi decenni si è sviluppato anche un discreto settore terziario che offre a questa piccola frazione vari servizi.

## Infrastrutture e trasporti
In automobile
- SP 38 (Via per Alzate), strada provinciale che permette di raggiungere Fecchio sia da Cantù che da Alzate Brianza.

In autobus

La società che gestisce l'unica autolinea passante per Fecchio è la ASF Autolinee di Como (ex SPT Linea):
- U1, Linea Urbana U 1 di Cantù.